# Liste der Völker Ghanas
Die Liste der Völker Ghanas führt alle bekannten Ethnien von Ghana mit ihren gebräuchlichen und alternativen Namen auf.
Zurzeit sind 118 Ethnien hier aufgelistet.

## A
- Ada
- Adangbe auch: (Dangbe, Adantonwi, Agotime, Adan) nicht: Dangme, Adangme, siehe auch Dangme
- Adele auch: (Gidire, Bidire)
- Agni auch: (Anyin, Anyi)
- Agona
- Ahafo
- Ahanta auch: (Anta)
- Akan
- Akwamu auch: (Aquambo)
- Akwapim auch: (Akuapem, Akwapem, Twi, Akuapim, Aquapim, Akwapi)
- Akim auch: (Akyem)
- Akpafu auch: (Siwu, Akpafu-Lolobi, Lolobi-Akpafu, Lolobi, Siwusi)
- Akposo auch: (Kposo)
- Animere auch: (Anyimere, Kunda)
- Anufo auch: (Chokosi, Chakosi, Kyokosi, Tchokossi, Tiokossi)
- Anum auch: (Gua, Gwa, Anum-Boso)
- Aschanti auch: (Aschanti)
- Apollo (siehe Nzema)
- Assin auch: (Asen)
- Avatime auch: (Sia, Sideme, Afatime)
- Awutu auch: (Senya)

## B
- Bassari (Ghana), auch: Be-Tyambe
- Banafo auch: (Banda, Dzama, Nafana, Senufo)
- Bimoba auch: (Moba, Moar, Moor)
- Birifor auch: (Ghana Birifor, Birifor Süd)
- Bissa auch: (Boussanga, Bisa, Buem, Busansi)
- Bowili auch: (Tuwili, Bowiri, Liwuli, Siwuri, Bawuli, Bowli)
- Buëm
- Builsa auch: (Buli, Bulisa, Kanjaga, Guresha)
- Brong auch: (Abrong, Bron, Doma, Gyaman)

## C
- Chakali
- Chala auch: (Cala, Tshala)
- Cherepon auch: (Okere, Kyerepong, Chiripong, Chiripon)
- Chumburung auch: (Nchumburung, Nchimburu, Nchumuru, Kyongborong, Yeji)

## D
- Dagaare auch: (Dagari, Dagara, Degati, Dagati, Dogaari, Dagaare, Dagaaba)
- Dankyira
- Dagomba auch: (Dagbani, Dagbamba, Dagbane)
- Dangme auch: Adangme, La, Da, Le
- Dompo auch: (Dumpo, Ndmpo)
- Dwang auch: (Dwan, Nchumunu)

## E
- Ewe auch: (Eibe, Ebwe, Eve, Evhe Efe, Eue, Vhe)

## F
- Fante
- Fulbe auch:  (Fulfulde, Maacina, Maasina, engl. Fulani, franz. Peul)
- Fon
- Frafra auch: (Farefare, Gurenne, Gurune, Nankani, Ninkare, Gurunsi, Nabt, Nabra)

## G
- Ga auch: (Accra, Acra, Amina, Gain)
- Gikyode auch: (Akyode, Kyode, Chode)
- Gonja auch: Ngbanyito, Gongya
- Grusi auch: Grunsi, Grunshi, Grussi, Gorise, Gurense, Grunshi, Gurinse, Gurunsi, Gourounsi, Guruns

## H
- Hanga auch: (Anga)
- Hausa

## I
- Ibibio
- Ife auch: (Ana)
- Igbo

## J
- Jula auch: (Dyula)
- Jwira-Pepesa auch: (Jwira, Pesesa, Pesesa-Jwira)

## K
- Kabiyé auch: (Kabire, Cabrai, Kabure, Kabye, Cabrais)
- Kalabari auch: (Ijo, Ijaw, Eastern Jiaw)
- Kamara
- Kantosi auch: (Kantonsi, Yare, Yarsi, Dagaare-Dioula)
- Kassena auch: (Kasena, Kassene)
- Koma auch: (Konni, Koni, Komung)
- Konkomba auch: (Komba, Likpakpaln, Kpankpam, Kon Komba)
- Kplang auch: (Prang)
- Kratsche auch: (Krache, Krachi, Krakye, Kaakyi)
- Krepi
- Krobo
- Kulango auch: (Koulango, Nkuraeng, Nkurane, Kulange)
- Kusaal auch: (Kusasi, Kusale)
- Kru
- Kwahu auch: (Kwawu)
- Kwahu Dukoman
- Kyombaron auch: (Nchumbulu)

## L
- Lama auch: (Lamba, Losso)
- Larteh auch: (Gua, Lete, Late)
- Lobi auch: (Lobi-Dagara)
- Lelemi auch: (Lefana, Lafana, Buem)
- Ligbi auch: (Ligwi, Nigbi, Nigwi, Tuba, Banda, Dzowo, Namasa, Tsie, Weila, Wiila, Weela, Jogo)
- Likpe
- Logba
- Lolobi

## M
- Mandinka
- Mamprusi auch: (Mampruli, Mamprule, Ngmamperli, Manpelle)
- Mo auch: (Deg, Degha, Janela, Aculo, Mmfo, Mohua, Mochia, Miao, Mo Jia, Mo Min, Buru (Buro), Ching, Sou, Panyam)
- Mossi auch: (Mooré)

## N
- Namnam
- Nankansi auch: Nankanse, Nankanni
- Nanumba auch: (Nunuma)
- Nawdm auch: (Naudm, Nawdam, Naoudem)
- Nawuri
- Nchumbulu auch: Ntwumuru
- Nkonya
- Ntcham auch: (Tobote, Ncham, Bassar, Basar, Bassari, Basari, Basare)
- Ntrubo auch: (Delo, Ntribu, Ntribou)
- Nyangbo auch: (Turugbu)
- Nzema auch: (Nzima, Apollo, Apollonier)

## P
- Pasaale auch: (Sisaale, Paasaal, Funsile, Süd Sisaala, Sisala)
- Peki

## S
- Safaliba auch: (Safazo, Safalaba, Safalba, Safali)
- Santrokofi auch: (Sele, Selee, Santrokofi, Sentrokofi, Bale)
- Sefwi auch: (Sehwi, Asahuye)
- Sekpele auch: (Likpe, Mu, Bosele, Sekwa)
- Shai
- Sisaala West auch: (Hissala, Busillu-Sisaala, Sisai, Issala)

## T
- Tafi auch: (Tegbo)
- Talega auch: (Talini), Talensi, Tallensi
- Tamprusi auch: (Tampole, Tampolem, Tampolense, Tamplima, Tampele)
- Tabom People
- Temba auch: (Kotokoli, Tem, Cotocoli, Tim, Timu)
- Tumulung auch: (Hissala, Sisala Tumu, Isaalung, Sisaala-Tumulung)
- Tutrugbu

## V
- Vagla auch: (Vagala, Sitigo, Kira, Konosarola, Paxala)

## W
- Wala auch: (Waali, Wali, Ala, Oula)
- Wasa auch: (Wassaw, Wassa)

## Y
- Yoruba

## Z
- Zarma, auch: (Zabarima, Zarma, Dyerma, Dyabarma, Zaberma, Zamberba, Djemabe, Zabarma)